# Merle de Villiers
Merle de Villiers, eigentlich: Merle Elli Metgenberg, (* 22. Dezember 2001) ist eine deutsche Schauspielerin und Model.

## Leben
Merle de Villiers besuchte die „International school of Hamburg“. Anschließend studierte sie an der IE Business School in Madrid. Ihren Studiengang schloss sie 2024 erfolgreich ab.  
De Villiers hat zwei Brüder und eine Schwester. 
Sie stand für mehrere Werbeproduktionen vor der Fotokamera und spielte im Jahr 2014 die Hauptrolle Ceyda Cengiz in der Kinderserie Die Pfefferkörner.

## Filmografie
- 2014: Die Pfefferkörner als Ceyda Cengiz